# York Bowen

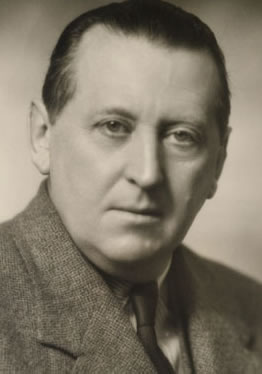
York Bowen, 1935

Edwin York Bowen (* 22. Februar 1884 in London; † 23. November 1961 ebenda) war ein englischer Pianist und Komponist.

## Leben
Bowen war der jüngste Sohn des Besitzers der Whiskeydestillerie Bowen & McKechnie in Crouch Hill/London. Er hatte als Kind Klavierunterricht bei seiner Mutter, die sein Talent erkannte und ihn an das North Metropolitan College of Music schickte. Er machte rasche Fortschritte und trat bereits achtjährig mit einem Klavierkonzert von Jan Ladislav Dussek auf.
Er setzte seine Ausbildung bei Alfred Izard am Blackheath Conservatoire fort und kam vierzehnjährig an die Royal Academy of Music, wo er bis 1905 Klavier bei Tobias Matthay und Komposition bei Frederick Corder studierte. Außerdem absolvierte er hier eine Ausbildung als Organist, Bratschist und Hornist.
1903 spielte Bowen bei den Proms unter Leitung von Henry Wood die Uraufführung seines ersten Klavierkonzertes. Camille Saint-Saëns, der die Aufführung hörte, bezeichnete ihn als den bedeutendsten unter den jungen englischen Komponisten. Unter Leitung von Hans Richter spielte Bowen u. a. sein drittes Klavierkonzert, und mit Fritz Kreisler führte er seine Suite für Violine und Klavier auf. Das Werk wurde später auch von Joseph Szigeti und Efrem Zimbalist gespielt.
1907 wurde er Fellow, 1909 Professor an der Royal Academy of Music. 1912 heiratete er die Sängerin Sylvia Dalton. Während des Ersten Weltkrieges war Bowen Hornist bei der Schottischen Garde. Nach dem Krieg entstanden seine 24 Präludien für Klavier, die als seine wichtigste Komposition gelten. Er komponierte Werke für Instrumentalisten wie Dennis Brain, Carl Dolmetsch, Léon Goossens, Beatrice Harrison, Pauline Juler und Gareth Morris und spielte die erste Schallplattenaufnahme von Beethovens viertem Klavierkonzert ein. Mit Harry Isaacs trat er als Klavierduo auf.
Bowen komponierte vier Klavierkonzerte, drei Sinfonien sowie Violin- und Bratschenkonzerte. Außerdem komponierte er eine Hornsonate, ein Hornkonzert sowie ein Quintett für Horn und Streicher. Neben den genannten 24 Präludien komponierte er für das Klavier u. a. sechs Sonaten, außerdem Suiten, Balladen, Romanzen und andere kleine Stücke; zudem verfasste er zwei Klavierschulen. Die Klaviersonate Nr. 6 aus dem Jahre 1961 ist wahrscheinlich sein letztes Werk, obgleich noch einige Manuskripte existieren.

## Diskografie (Auswahl)
- 2002: Sinfonie Nr. 2 e-Moll, RNCMSO, Leitung Douglas Bostock, Classico
- 2004: Violakonzert op. 25 Lawrence Power, BBC Scottish Symphony Orchestra, Martyn
- 2005: Violinkonzert op. 33 Lorraine McAslan Violine, BBC Concert Orchestra, Leitung: Vernon Handley (Einspielung zusammen mit dem Klavierkonzert Nr: 1)
- 2010: Die Klaviersonaten, gespielt von Chloë Hanslip und Danny Driver, Hyperion
- 2008: Klavierkonzerte 3 + 4. Danny Driver, BBC Scottish Symphony Orchestra.[1]